# Гусаковський Йосип Іраклійович
Гусаковський Йосип Іраклійович (біл. Іосіф Іракліевіч Гусакоўскі; 12 (25) грудня 1904, Вородьково — 20 лютого 1995) — радянський воєначальник, генерал армії, двічі Герой Радянського Союзу.

## Біографія
Народився 12 (25 грудня) 1904 року в селі Вородьковому (тепер Кричівського району Могильовської області) в багатодітній селянській родині. Білорус.
У Червоній Армії з 1928 року. Член ВКП(б) з 1931 року. У 1931 році закінчив Вищу кавалерійську школу в Ленінграді, в 1932 році — бронетанкові курси удосконалення комскладу в Житомирі, в 1934 році — штабні курси удосконалення комскладу при Штабі РСЧА в Москві, в 1937 році — екстерном середню школу в місті Майкопі. Служив на командних і штабних посадах.
Під час німецько-радянської війни був начальником штабу танкового полку, заступником начальника і начальник штабу танкової бригади, з вересня 1943 року командував 112-ю (з жовтня 1943 — 44-ю гвардійською) танковою бригадою, брав участь у Московській і Курській битвах, відвоюванні України, визволенні Польщі, в боях за Берлін.
За вміле управління бригадою і особистий героїзм, проявлений в боях по знищенню Бродського угруповання противника в ході Львівсько-Сандомирської операції військ 1-го Українського фронту, гвардії полковнику Гусаковському Йосипу Іраклійовичу Указом Президії Верховної Ради СРСР від 23 вересня 1944 року присвоєно звання Героя Радянського Союзу з врученням ордена Леніна і медалі «Золота Зірка» (№ 4 584).
За організацію форсування бригадою річки Пилиці і участь в оволодінні в січні 1945 року польським містом Ловичем в ході Вісло-Одерської операції військ 1-го Білоруського фронту гвардії полковник Гусаковський Йосип Іраклійович
Указом Президії Верховної Ради СРСР від 6 квітня 1945 року нагороджений другою медаллю «Золота Зірка» (№ 32).
У 1948 році Вищу військову академію імені К. Є. Ворошилова. Служив заступником командира 11-ї гвардійської танкової дивізії в 1-ї гвардійської танкової армії, з 1948 року командував 19-ю і 9-ю гвардійський механізований дивізіями, з 1951 року був заступником командувача військами 2-ї гвардійської і 5-ї гвардійської танкових армій, начальником Управління бойової підготовки Забайкальського військового округу, командувачем армією. У 1958–1959 роках — заступник командувача військами Прибалтійського військового округу.
У 1959–1963 роках — командувач військами Прибалтійського військового округу, в 1963–1970 роках — начальник Головного управління кадрів Міністерства оборони СРСР, з 1970 року — військовий інспектор-радник Групи генеральних інспекторів Міністерства оборони СРСР. З травня 1992 року — у відставці.
Обирався депутатом Верховної Ради СРСР 6–7-го скликань (у 1962–1970 роках).
Жив у Москві. Автор книги «Помните — вы сержант!» (Москва, 1961). Помер 20 лютого 1995 року. Похований на Новодівичому кладовищі в Москві (ділянка № 11).

## Нагороди
Нагороджений чотирма орденами Леніна, орденом Жовтневої Революції, чотирма орденами Червоного Прапора, двома орденами Вітчизняної війни 1-го ступеня, двома орденами Червоної Зірки, орденом «За службу Батьківщині в Збройних Силах СРСР» 3-го ступеня, двома монгольськими орденами, медалями.

## Вшанування пам'яті
Бронзове погруддя Героя встановлений у місті Могильові. В Москві, на будинку по вулиці Гончарній, 26, корпус 1, в якому жив Йосип Гусаковський, йому встановлена гранітна меморіальна дошка.